# Zorzines pinratanai
Zorzines pinratanai är en fjärilsart som beskrevs av Inoue 1992. Zorzines pinratanai ingår i släktet Zorzines och familjen nattflyn. Inga underarter finns listade i Catalogue of Life.